# Кроттельбах
Кроттельбах (нім. Krottelbach) — громада в Німеччині, розташована в землі Рейнланд-Пфальц. Входить до складу району Кузель. Складова частина об'єднання громад Глан-Мюнхвайлер.
Площа — 5,56 км2. Населення становить 641 ос. (станом на 31 грудня 2020).

## Галерея

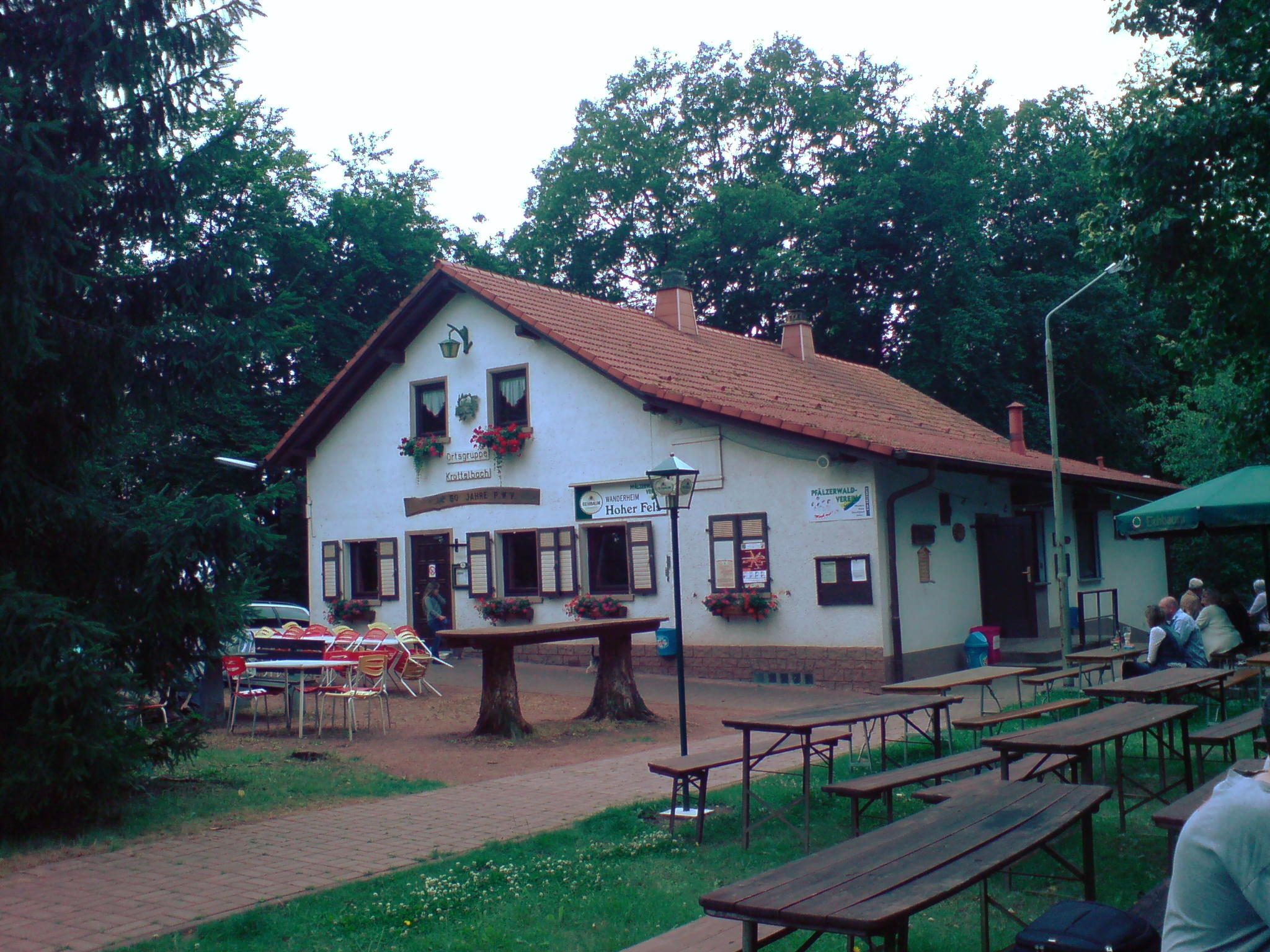